# Libreria (negozio)

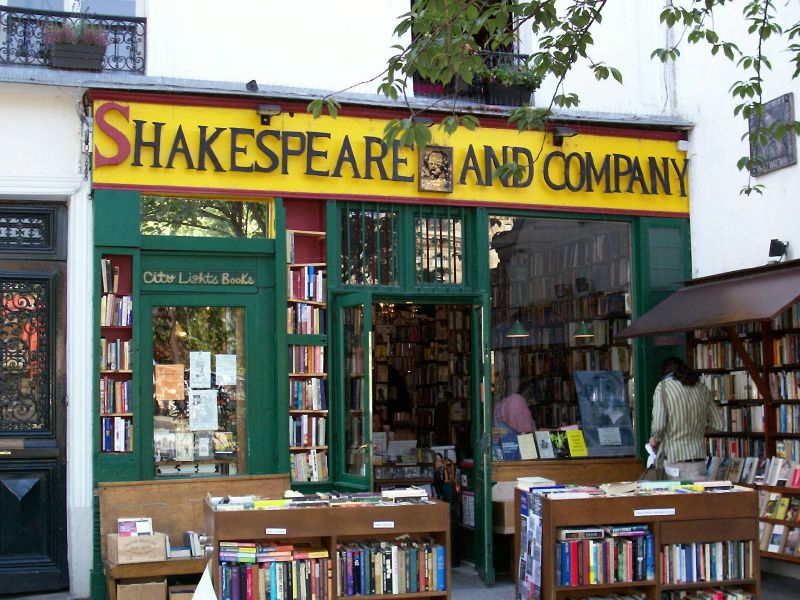
La Shakespeare and Company di Parigi, specializzata nei libri in lingua inglese.

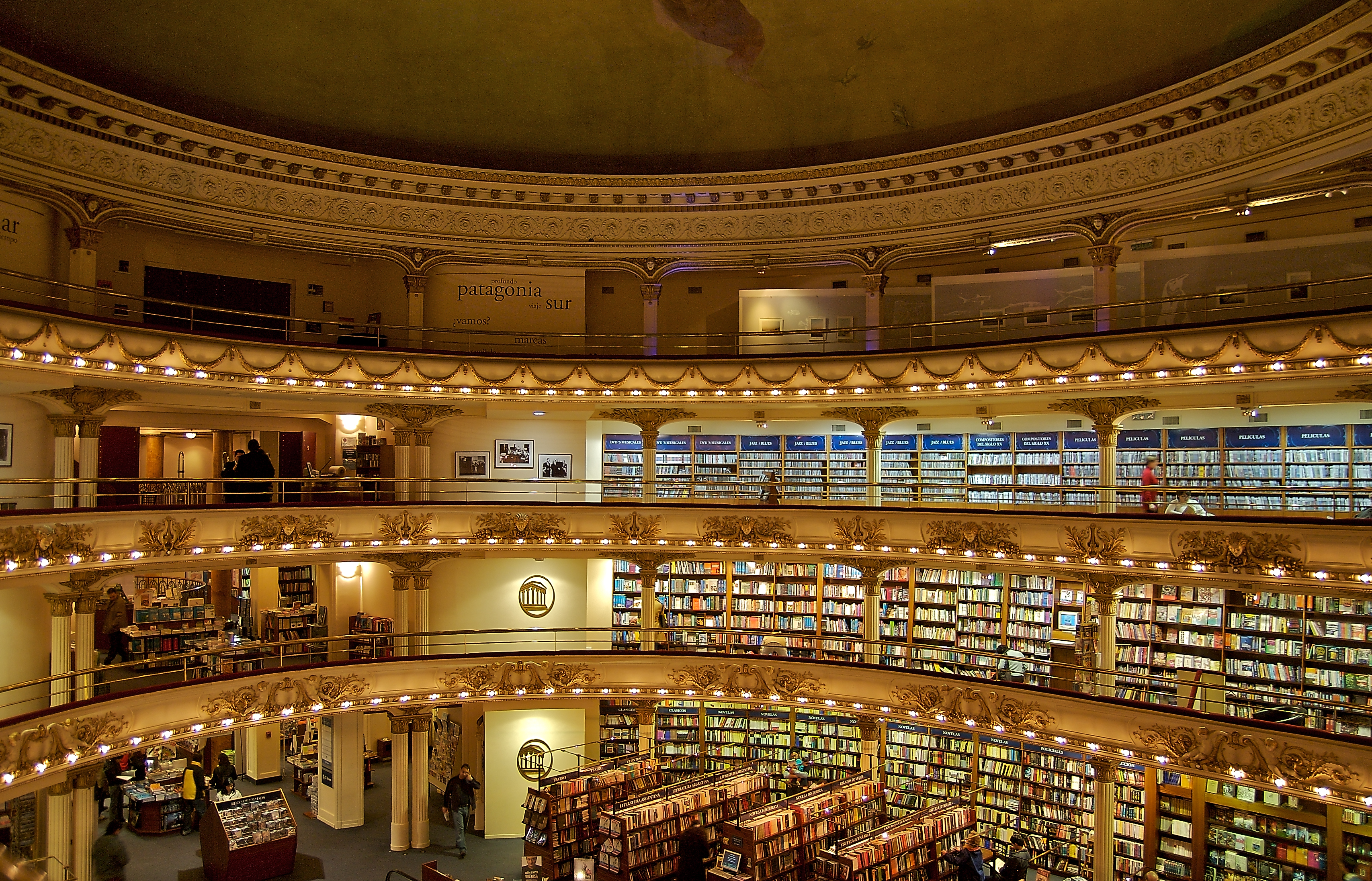
Una libreria a Buenos Aires (Argentina).

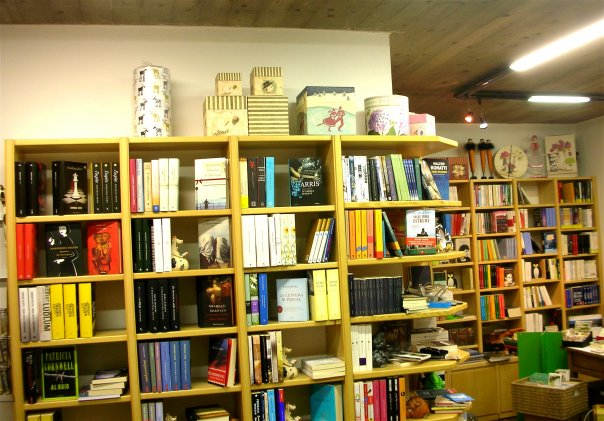
Una libreria a Bormio.

Una libreria è un negozio adibito alla vendita di libri, periodici e altri materiali informativi, organizzati secondo criteri utili a favorirne la ricerca da parte del cliente. Oltre a svolgere la funzione di consigliare il cliente, una libreria offre una scelta delle novità e delle riedizioni librarie disponibili sul mercato.

## Storia delle librerie
Portogallo
La libreria in attività più antica del mondo si trova a Lisbona. Si tratta della sede storica in Rua Garrett, nel quartiere Chiado, della catena di librerie Livraria Bertrand, fondata nel 1732. Sempre in Portogallo si trova anche una delle più belle librerie d'Europa, se non del mondo, ed è la Libreria Lello & Irmão di Porto, fondata nel 1869.
Francia
Prima della rivoluzione francese le librerie erano concentrate per legge a Parigi nel quartiere dell'Università e non potevano stampare a loro cura libri senza il permesso di una particolare autorità.
Italia
La libreria italiana più antica tuttora in attività è la Libreria Bozzi di Genova fondata nel 1810.

## Le librerie virtuali

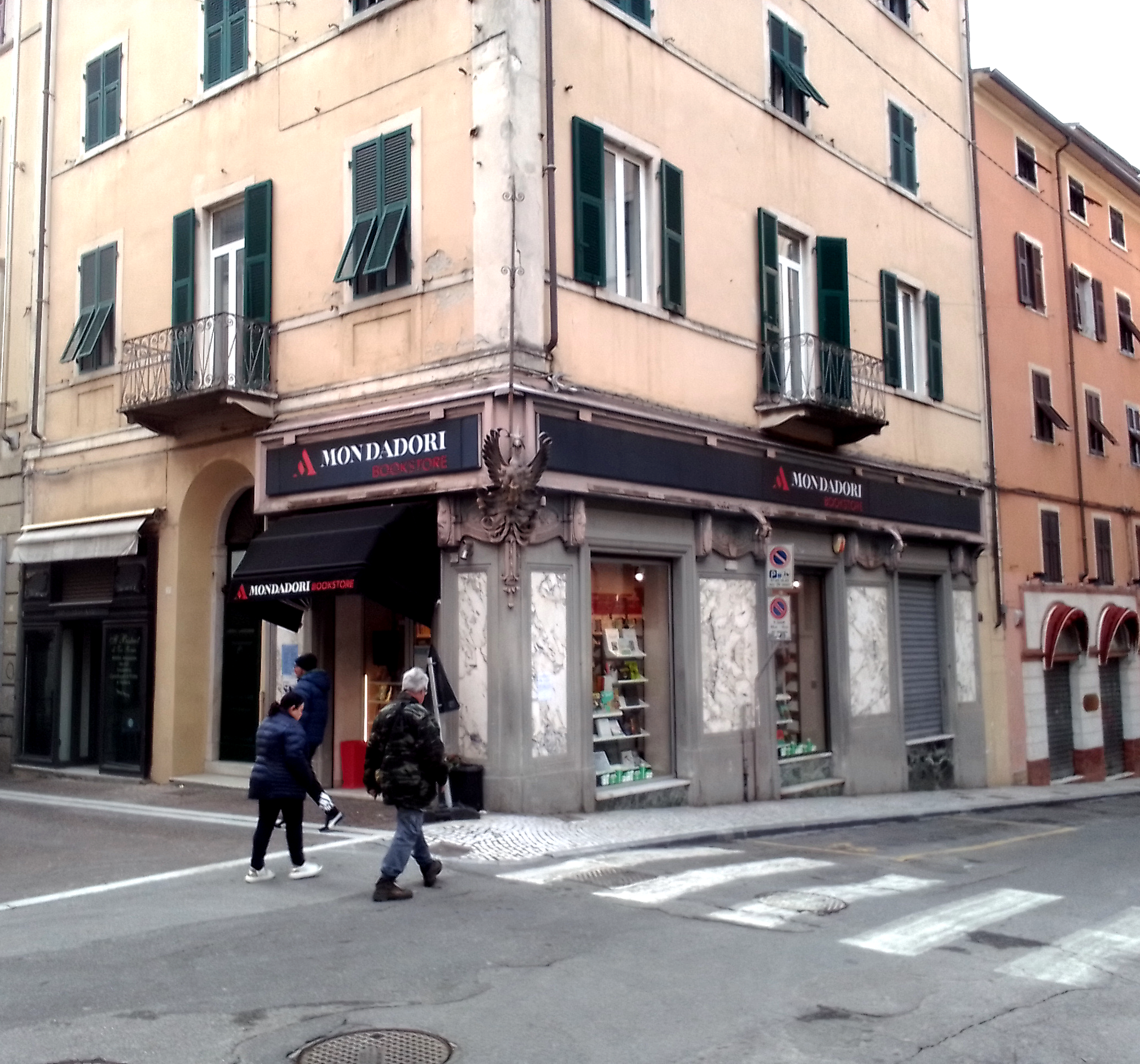
Libreria Mondadori a Carrara (MS). È abbastanza comune trovare nelle città catene di librerie in franchising, con un catalogo più vario delle librerie tradizionali.

Per secoli le librerie sono state solo luoghi fisici di maggiore o minore dimensione. Con l'affermarsi di internet si sono affermate organizzazioni che curano la vendita in rete di libri (E-commerce culturale).